# Вензовецкий сельсовет
Вензовецкий сельсовет (белор. Вензавецкi сельсавет) — административная единица на территории Дятловского района Гродненской области Белоруссии. Административный центр — агрогородок Вензовец.

## История
В 2007 году 10 населённых пунктов: Апалино-Басино, Венски, Запашка, Каменка, Немковичи, Пацевщина, Репище, Сиротовщина, Трухоновичи, Ятвезь перешли в состав Дятловского сельсовета. В этом же году в состав сельсовета вошли 5 населённых пунктов упразднённого Гербелевичского сельсовета. В 2008 году был ликвидирован хутор Подъяворка.
Решением Гродненского областного Совета депутатов от 24.02.2022 № 391 «Об административно-территориальном устройстве Дятловского района Гродненской области» деревня Репище исключена из состава Дятловского сельсовета и включена в состав Вензовецкого сельсовета.

## Состав
Вензовецкий сельсовет включает 19 населённых пунктов:
- Беляки — деревня
- Буйки — деревня
- Вензовец — агрогородок
- Воловники — деревня
- Герники — деревня
- Гиричи — деревня
- Гноинские — деревня
- Жадейки — деревня
- Кошкалы — деревня
- Логуны — деревня
- Лудичи — деревня
- Миклаши — деревня
- Мировщина — деревня
- Нагорники — деревня
- Репище — деревня
- Сочивляны — деревня
- Стетковщина — деревня
- Юровичи — деревня
- Явор — деревня